# Leonard Taylor
Leonard Chester Taylor, Jr. (nacido el 2 de mayo de 1966 en Los Ángeles, California) es un exjugador de baloncesto estadounidense que jugó una temporada en la NBA, además de hacerlo en la CBA y en la 1.ª B española. Con 2,05 metros de estatura, lo hacía en la posición de ala-pívot.

## Trayectoria deportiva

### Universidad
Jugó durante cuatro temporadas con los Golden Bears de la Universidad de California, en las que promedió 15,5 puntos y 7,5 rebotes por partido. Fue elegido novato del año en 1985 e incluido en el mejor quinteto de la Pacific-10 Conference en su última temporada. Esa temporada anotó 649 puntos, el máximo histórico de un jugador de su universidad.

### Profesional
Tras no ser elegido en el Draft de la NBA de 1989, fichó como agente libre por los Golden State Warriors, con los que disputó 10 partidos, en los que promedió 1,1 puntos y 1,2 rebotes.
En el mes de diciembre de 1989 fichó por los San Jose Jammers de la CBA, y posteriormente viajó a España para jugar en la entonces denominada 1.ª B, haciéndolo una temporada en el CB Askatuak, y después en el CB Guadalajara.

## Estadísticas de su carrera en la NBA

### Temporada regular
| Temporada | Edad | Equipo                | Liga | Pos. | P  | TIT | MIN | TC  | TCA | %TC  | 3P  | 3PA | %3P  | 2P  | 2PA | %2P  | TL  | TLA | %TL  | R.OF. | R.DEF. | REB | ASIS | ROB | TAP | PER | FP  | PTS |
| 1989-90   | 23   | Golden State Warriors | NBA  | PF   | 10 | 0   | 3.7 | 0.0 | 0.6 | .000 | 0.0 | 0.1 | .000 | 0.0 | 0.5 | .000 | 1.1 | 1.6 | .688 | 0.4   | 0.8    | 1.2 | 0.1  | 0.0 | 0.0 | 0.5 | 0.4 | 1.1 |
| Total     |      |                       | NBA  |      | 10 | 0   | 3.7 | 0.0 | 0.6 | .000 | 0.0 | 0.1 | .000 | 0.0 | 0.5 | .000 | 1.1 | 1.6 | .688 | 0.4   | 0.8    | 1.2 | 0.1  | 0.0 | 0.0 | 0.5 | 0.4 | 1.1 |